# Metro de Sofía
El Metro de Sofía (en búlgaro: Софийското метро) es el primer y único Metro en Bulgaria, situado en la ciudad de Sofía. Comenzó a operar el 28 de enero de 1998 y cuenta con 47 estaciones y cuatro líneas con una longitud aproximada de 52 km (agosto de 2023). La primera línea va desde el barrio de Obelya hasta el Bulevar Tsarigradsko Shose y tiene una longitud de 24,96 km y 20 estaciones. La segunda línea con 11 km y 11 estaciones comienza a operar el 31 de agosto de 2012 desde el barrio de Lozenets hasta Lomsko Shose. Las dos líneas se cruzan en la estación central de Serdika.
Las primeras 8 estaciones de la línea 3 se inauguraron el 26 de agosto de 2020. Otras 4 estaciones serán inauguradas a principios de 2021. Con todas las ampliaciones y según lo planeado, el metro de Sofía tendrá 65 km.

## Historia
La construcción del metro comienza en el “metrodiámetro” más cargado, donde se forman las corrientes de viajeros más importantes de la ciudad, con unos valores máximos en horas punta de 40.000 pasajeros. Con la construcción del Palacio Nacional de Cultura en 1982 se crean las bases de dos estaciones y los túneles entre ellas en el segundo diámetro.
El 28 de enero de 1998 se comienza a explotar el primer tramo del primer diámetro del metro con 5 estaciones y una longitud de 6.5 km, desde la Avenida “Slivnitsa”, atravesando el barrio de “Lyulin” hasta la Avenida de “K. Velichkov”.
El 17 de septiembre de 1999 comienza la explotación la estación de “Opalchenska”. El 31 de octubre del 2000 comienza la explotación de la estación “Serdika” en la plaza de “Sveta Nedelya” (Santo Domingo), siendo la longitud total del trayecto del primer metroradio 8.1 km contando con 7 estaciones.
En abril de 2003 los tramos ya existentes se unen al barrio de “Obelia” con uno nuevo de 1.8 km.
En 2004 empieza la preparación y en 2005 la construcción de la continuación del metrodiámetro a través del centro de la ciudad desde la plaza de “Sveta Nedelya” hasta “Joliot-Curie” en el barrio “Iztok”, con un tramo nuevo de 4.8 km y 3 estaciones.

## Ampliación
La ampliación del metro desde “Joliot-Curie” hasta los barrios de "Mladost" (Juventud), "Druzhba" (Amistad) y la nueva Terminal 2 del Aeropuerto de Sofía, de acuerdo a las particularidades técnicas del trayecto, es dividido en 3 fases por razones tecnológicas relacionadas con la desviación después de la estación 13:
Primera fase: Calle “Joliot-Curie” –Avda. “A.Saharov” en el barrio de “Mladost 1”–, con una longitud del tramo de 3.2 km y 4 estaciones. El proyecto técnico es terminado en abril de 2005. En 2006 comienza la construcción de los diferentes subtramos de esta fase.
Segunda fase: Avda. “A. Saharov” –Parque Empresarial "Sofia"–, en el barrio de “Mladost 4”, con una longitud de 3.9 km y 4 estaciones. El proyecto técnico es terminado a principios de 2006.
Tercera fase: Avda. “A. Saharov” –barrio de “Druzhba”– Aeropuerto de Sofía, con una longitud de 7.2 km y 5 estaciones. Existe un proyecto elaborado, que está pendiente de aprobación por las instituciones correspondientes.

## Galería

### Línea 1

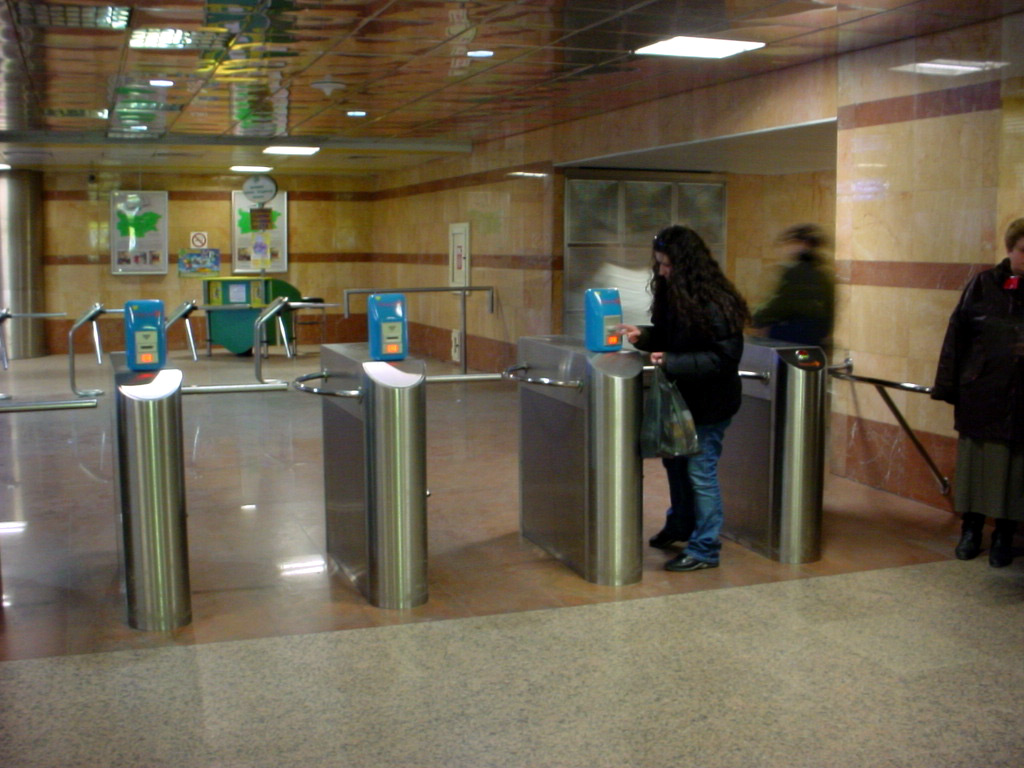
Sofia
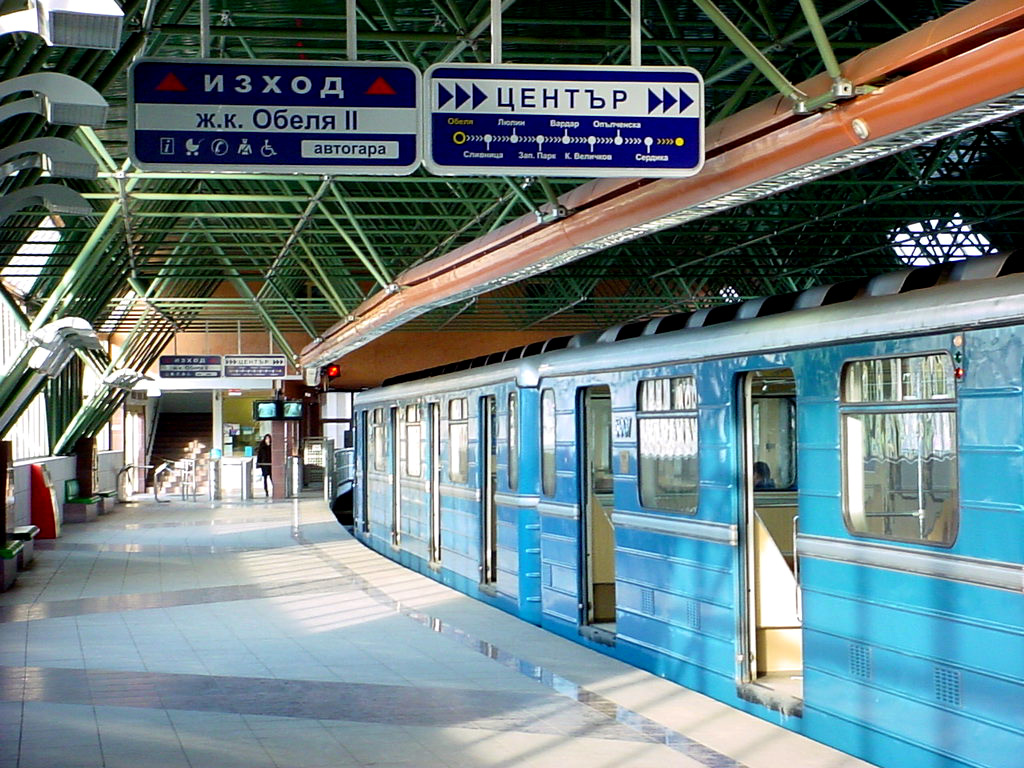
Obelya
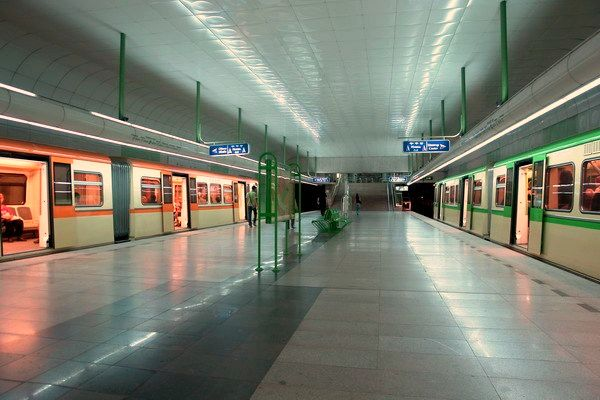
Zapaden park
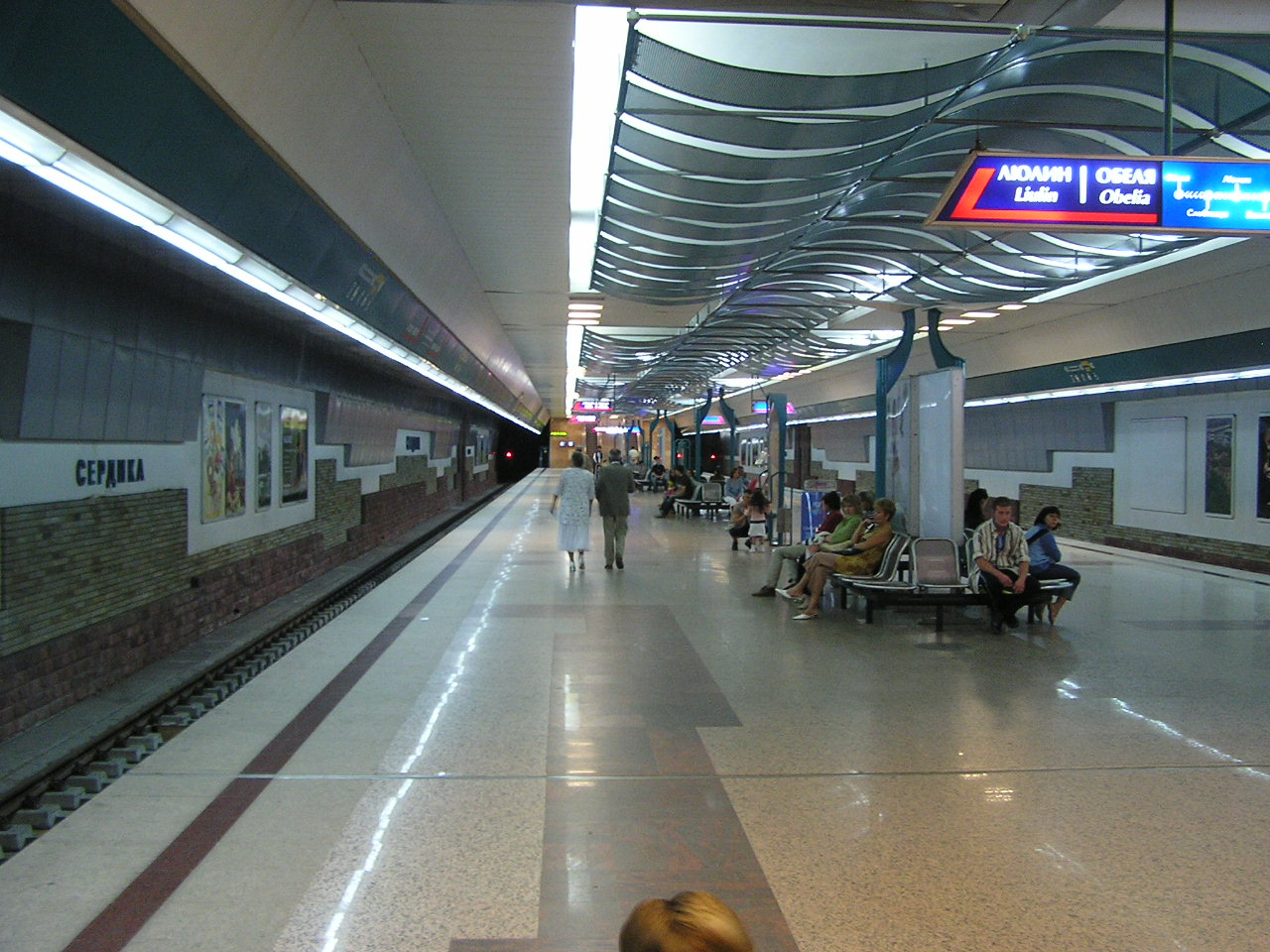
Serdika
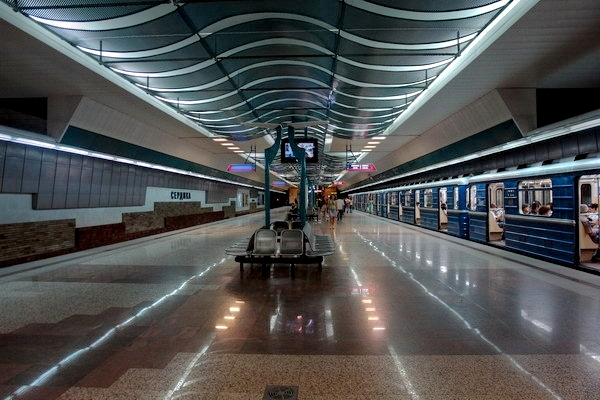
Serdika
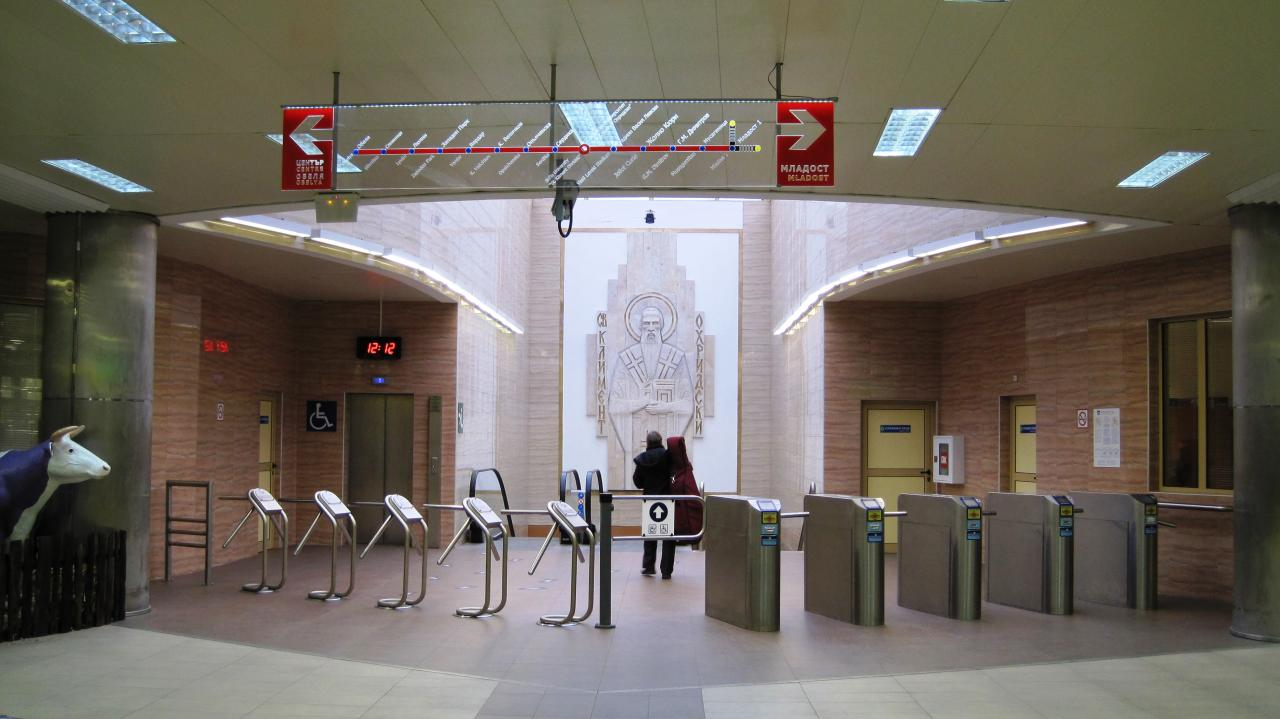
SU St. Kliment Ohridski
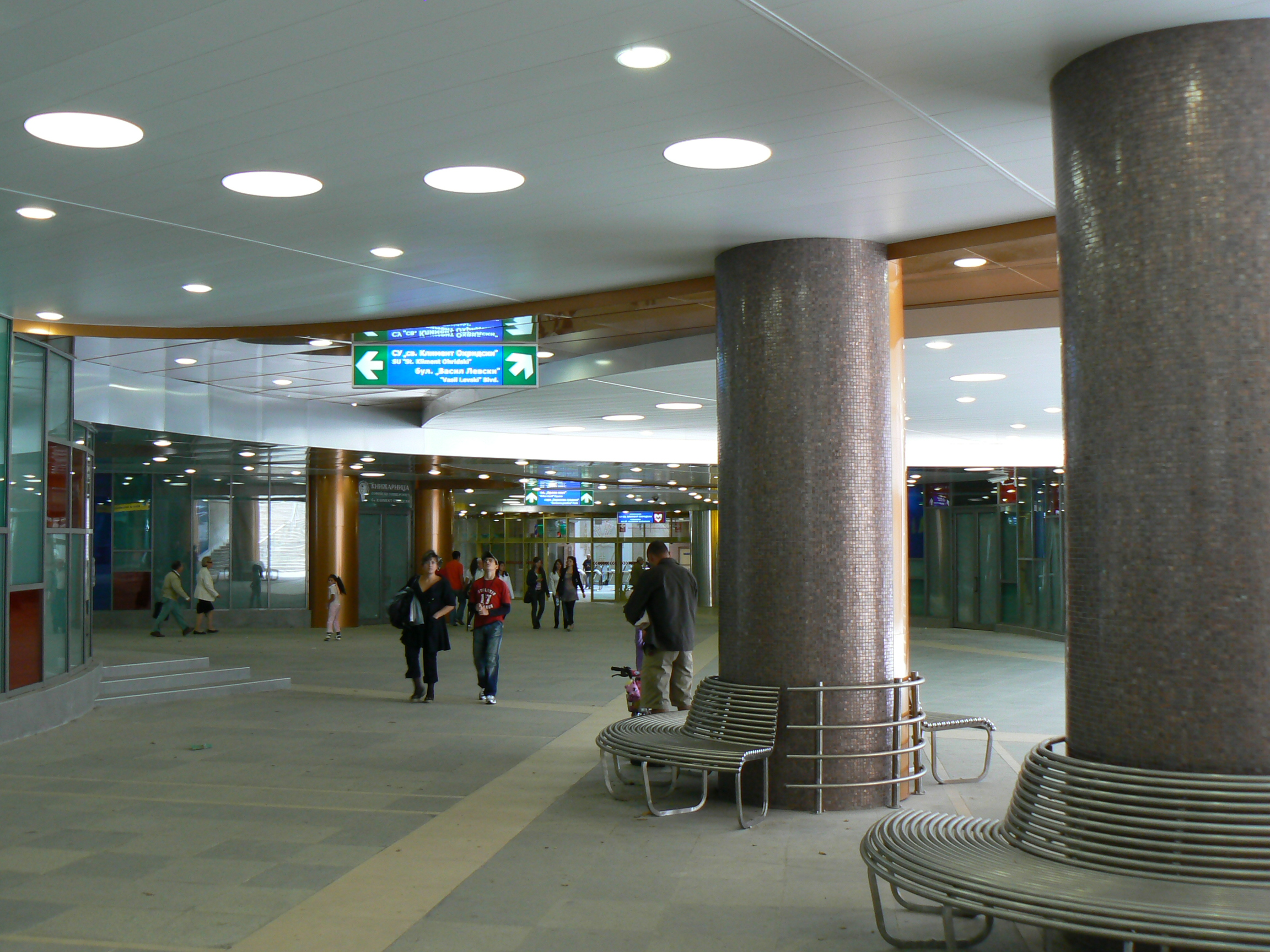
SU St. Kliment Ohridski
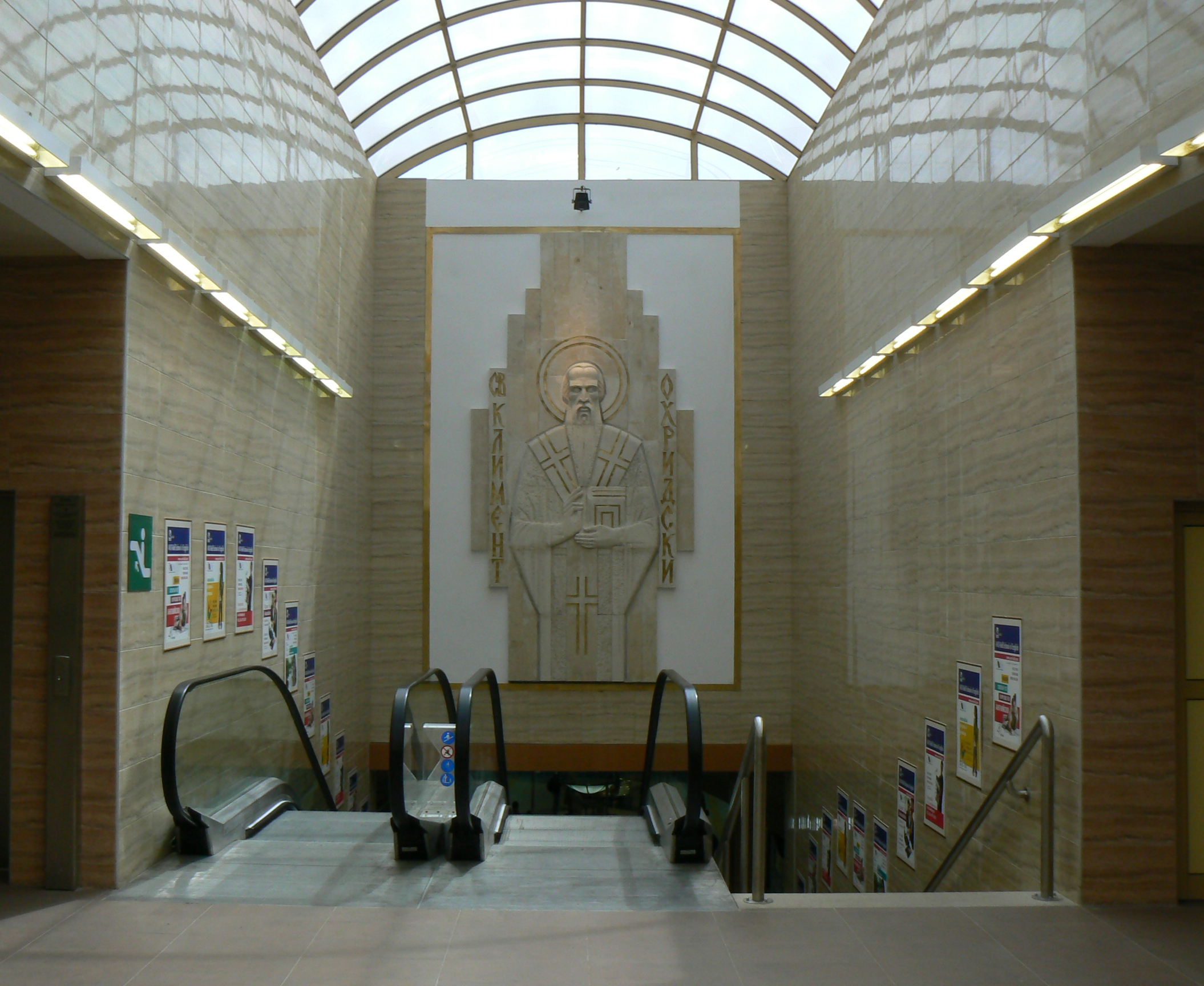
SU St. Kliment Ohridski
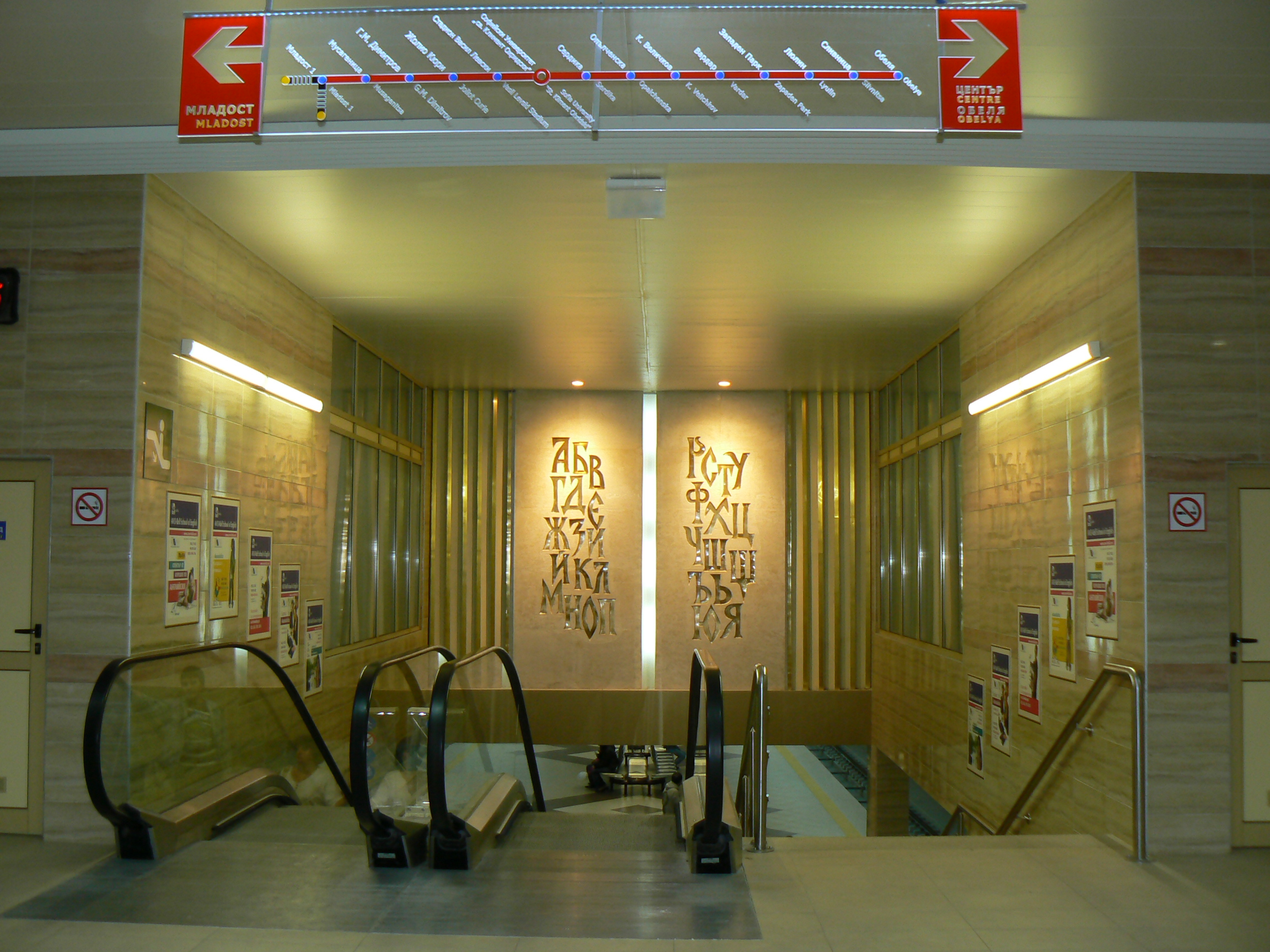
SU St. Kliment Ohridski
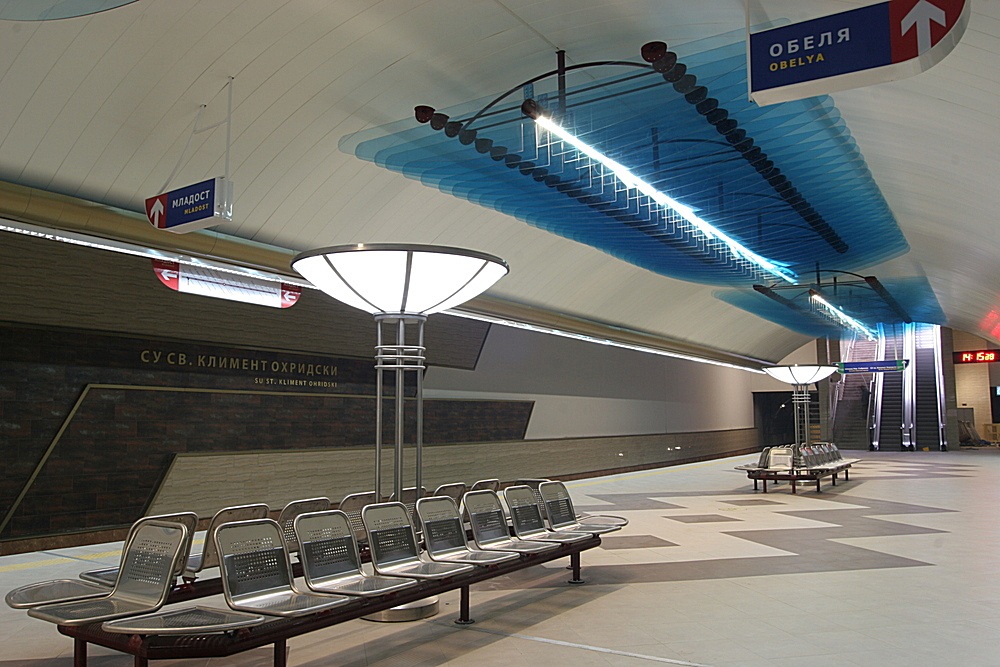
SU St. Kliment Ohridski
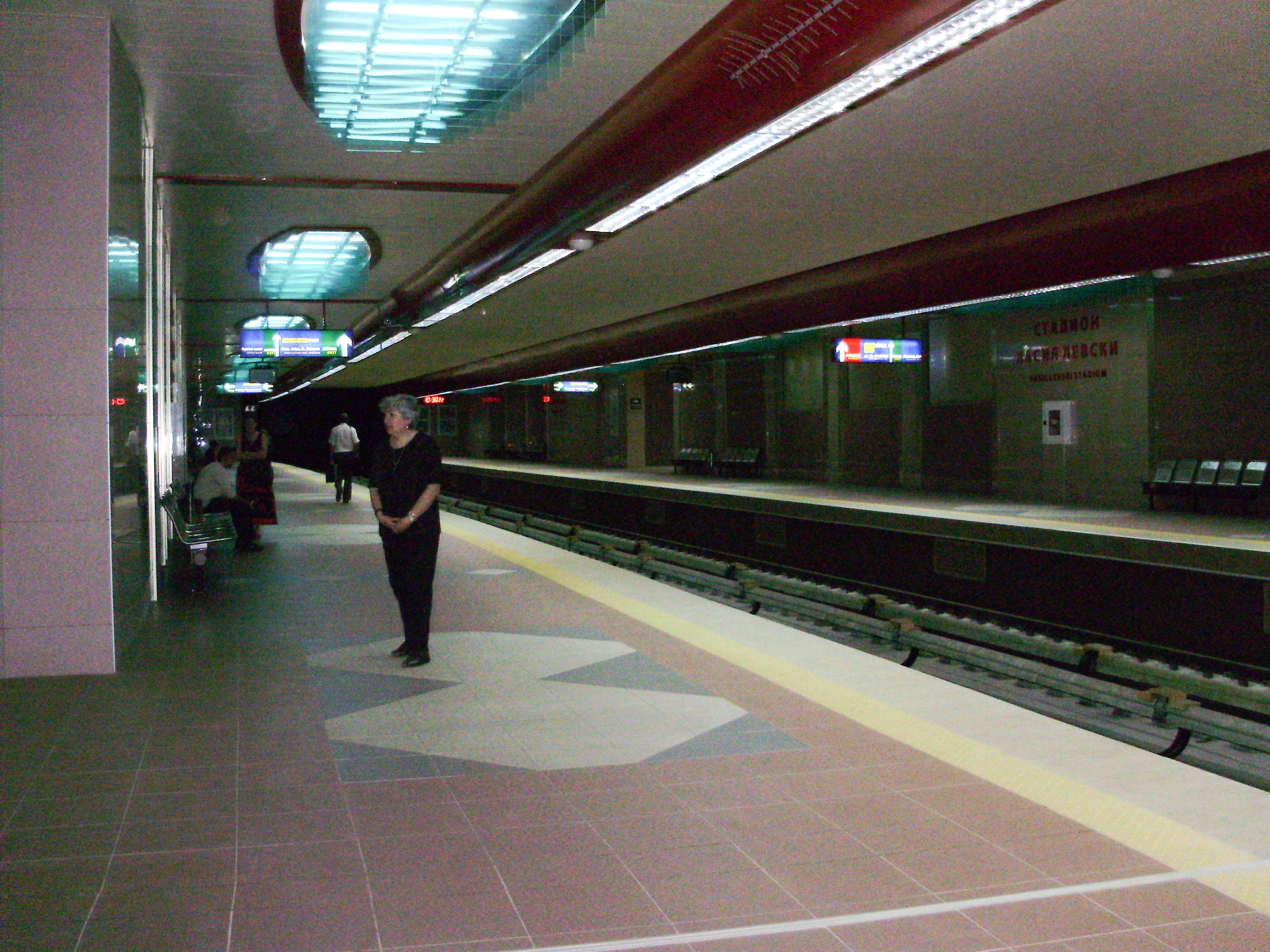
Vasil Levski stadium
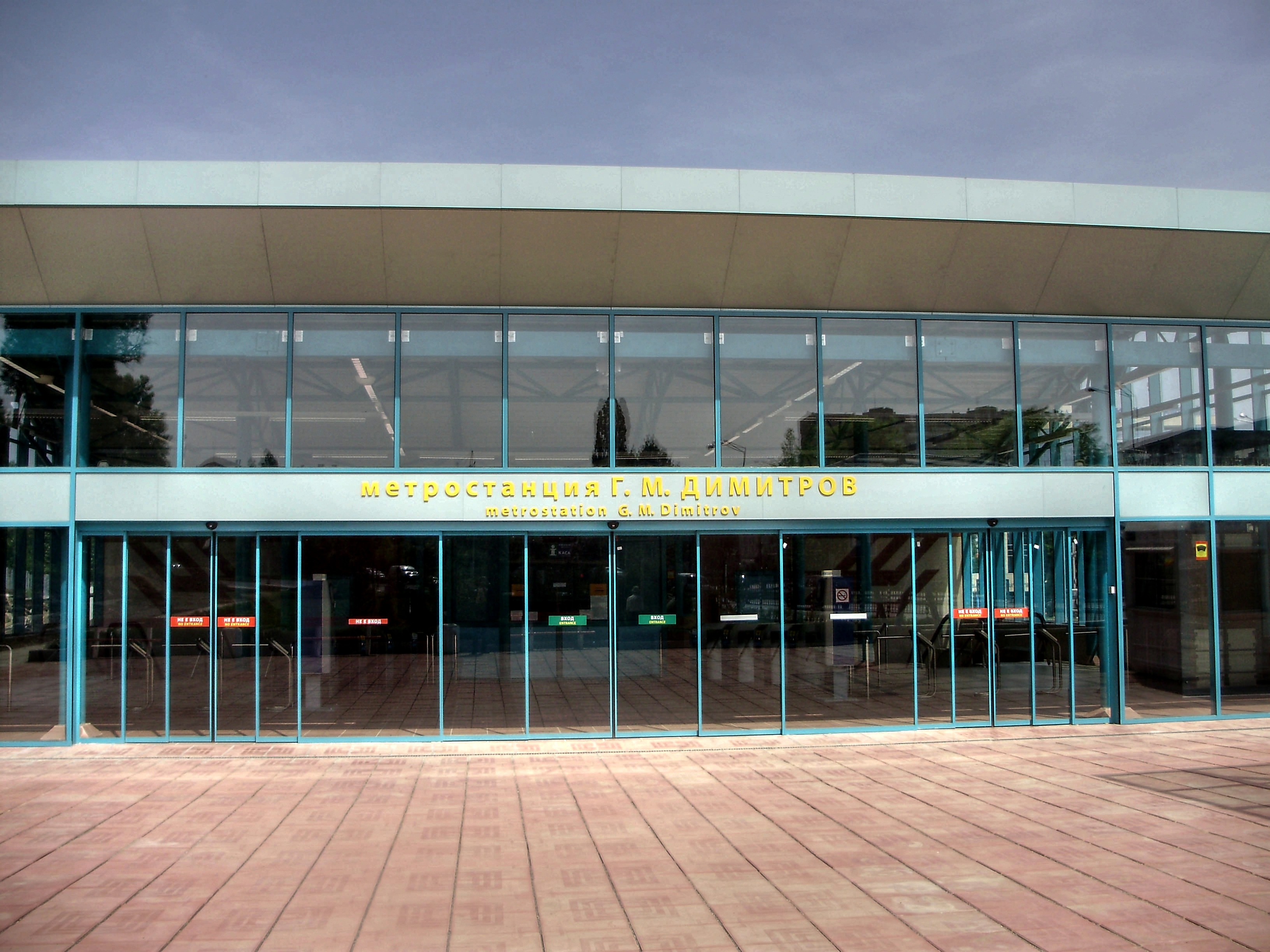
G.M.Dimitrov
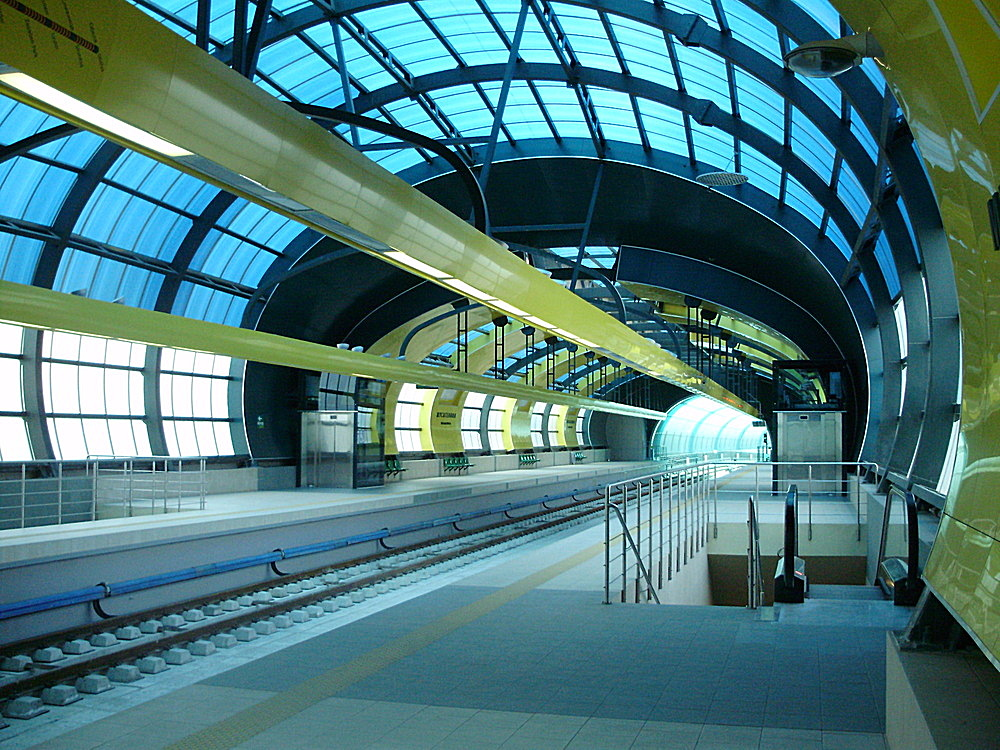
Musagenitsa
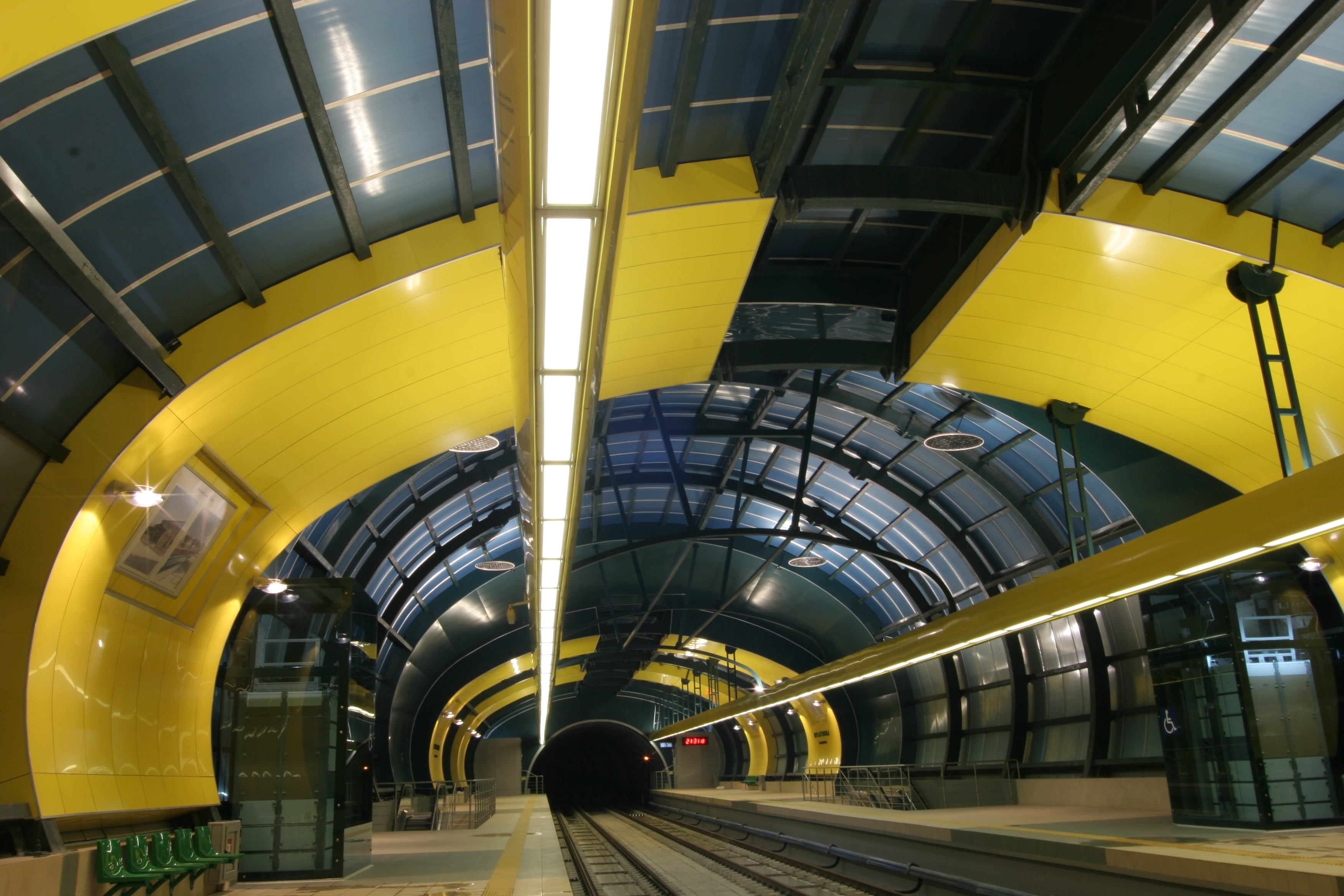
Musagenitsa
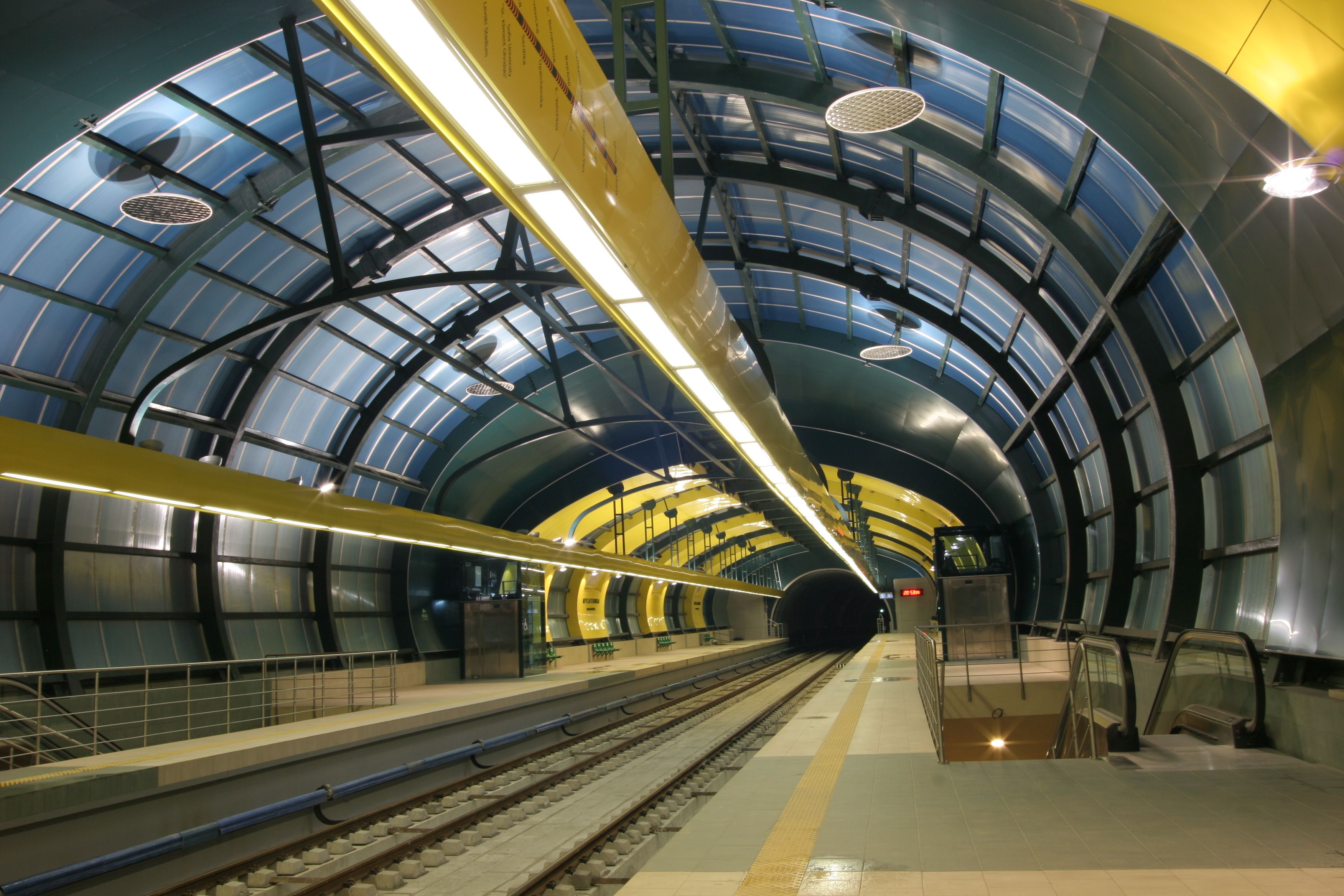
Musagenitsa
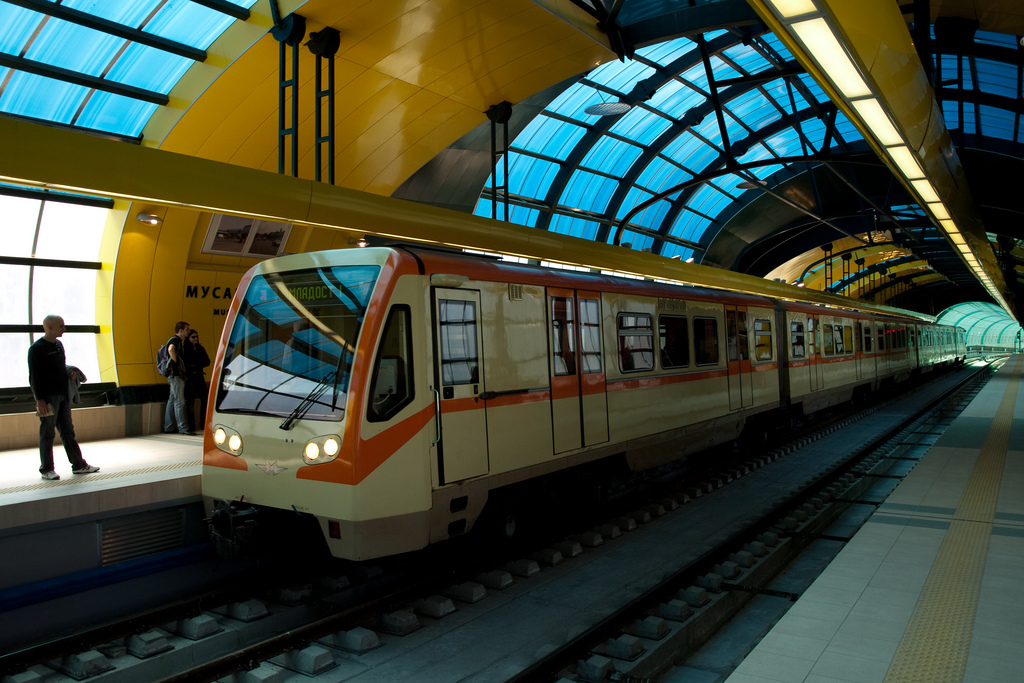
Musagenitsa
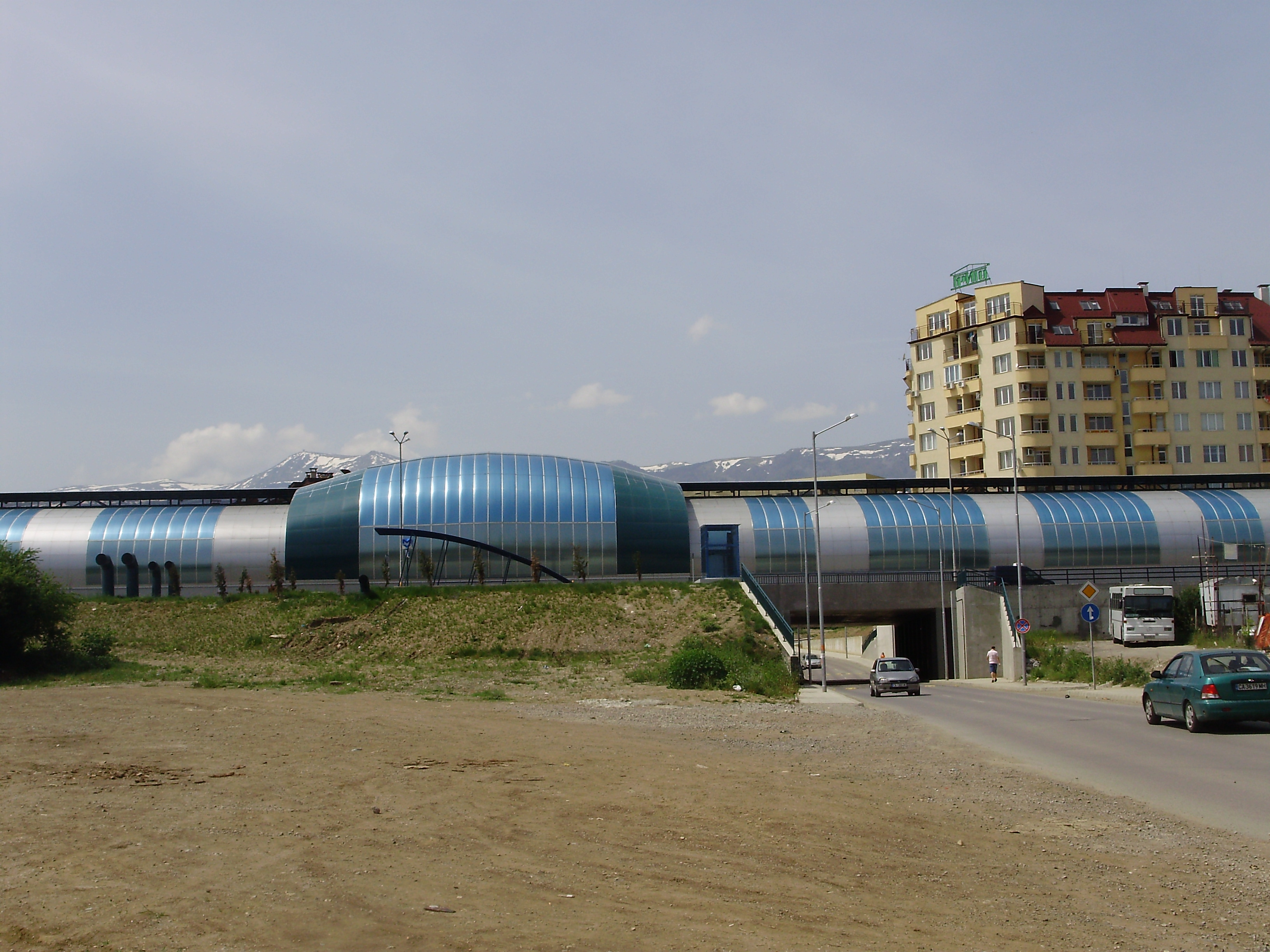
Musagenitsa
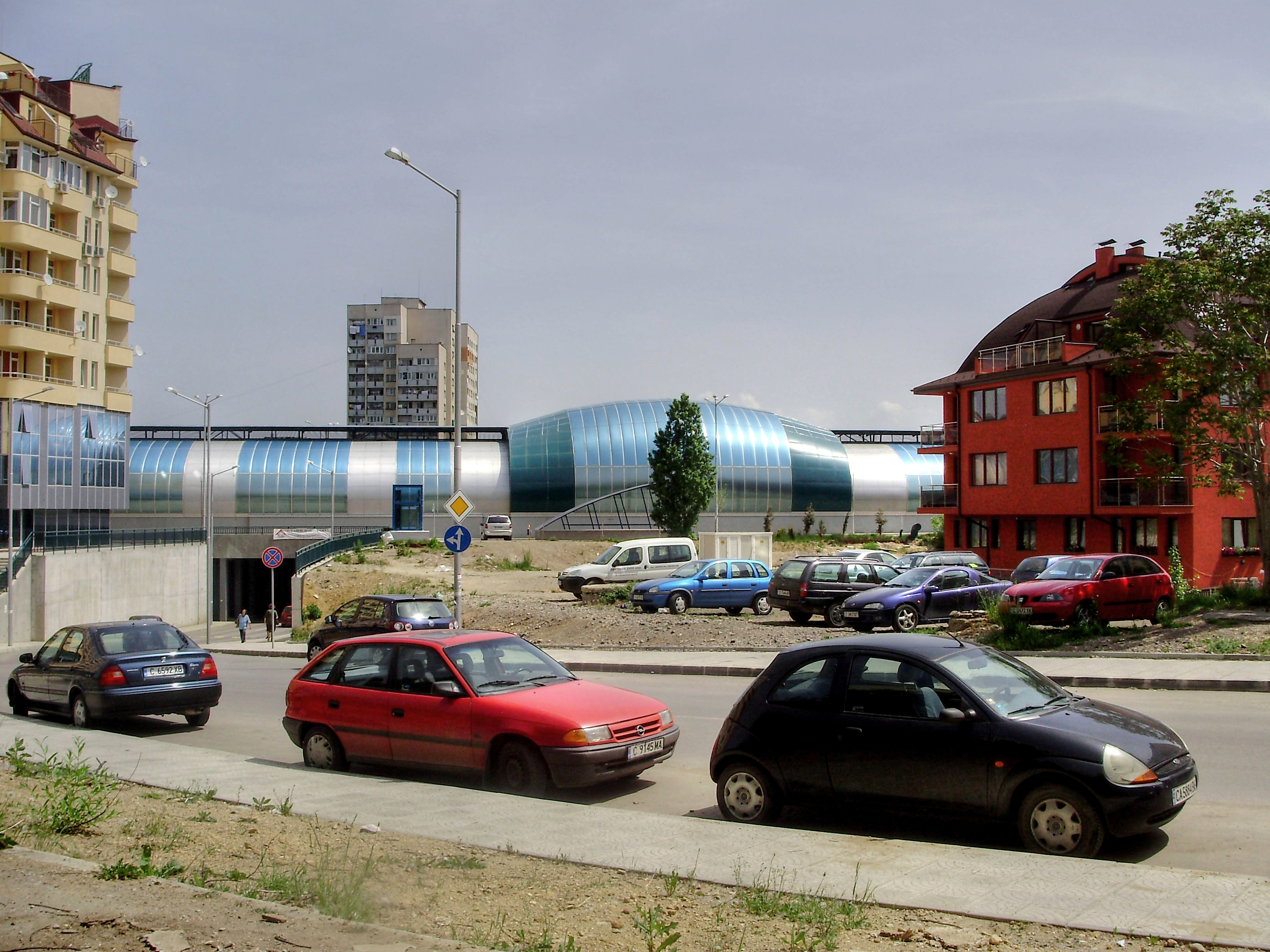
Musagenitsa
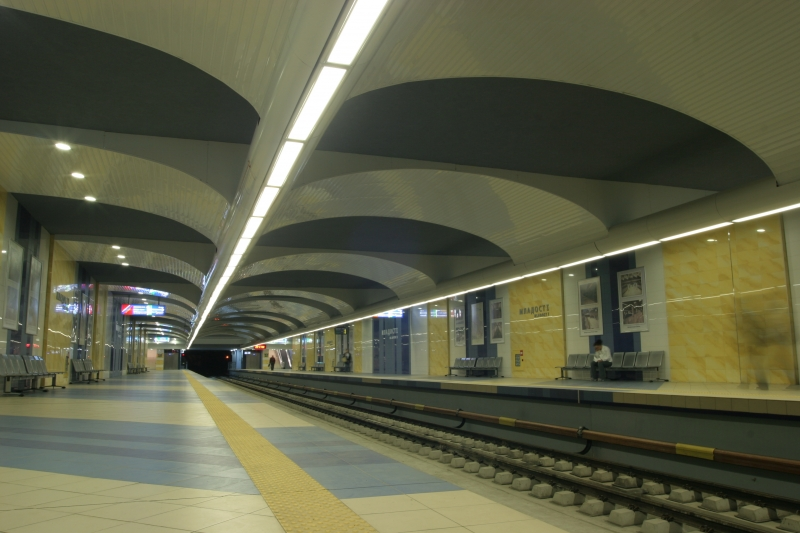
Mladost 1
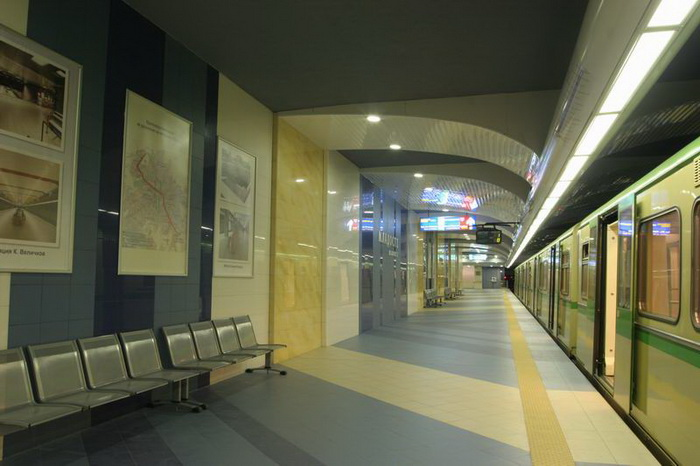
Mladost 1
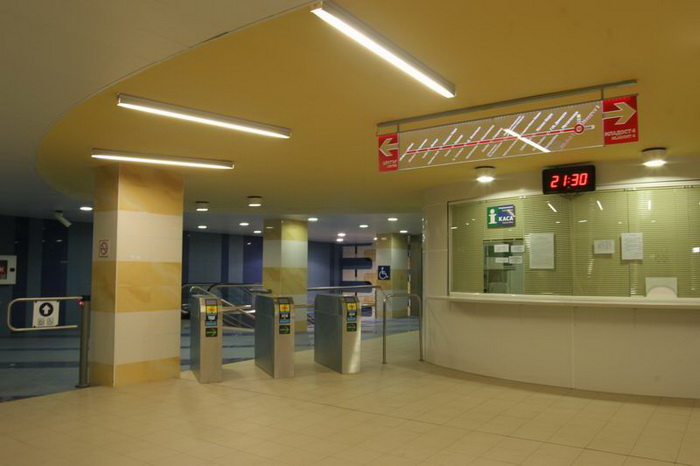
Mladost 1
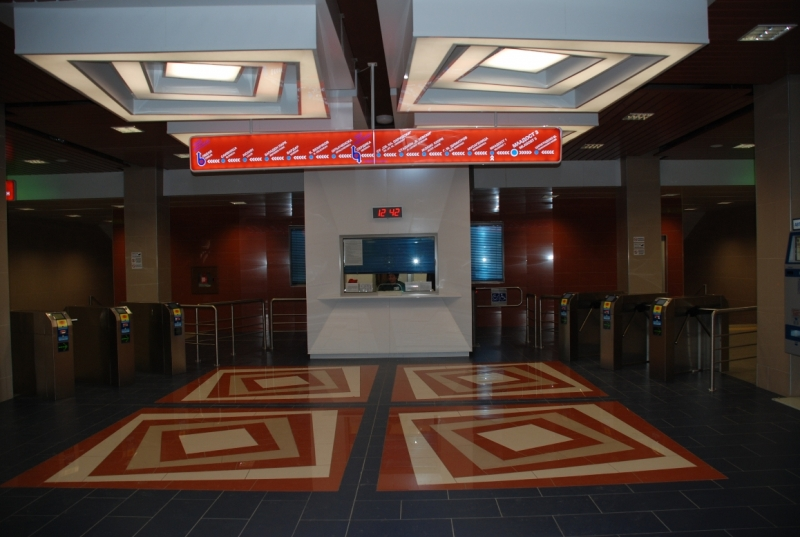
Mladost 3
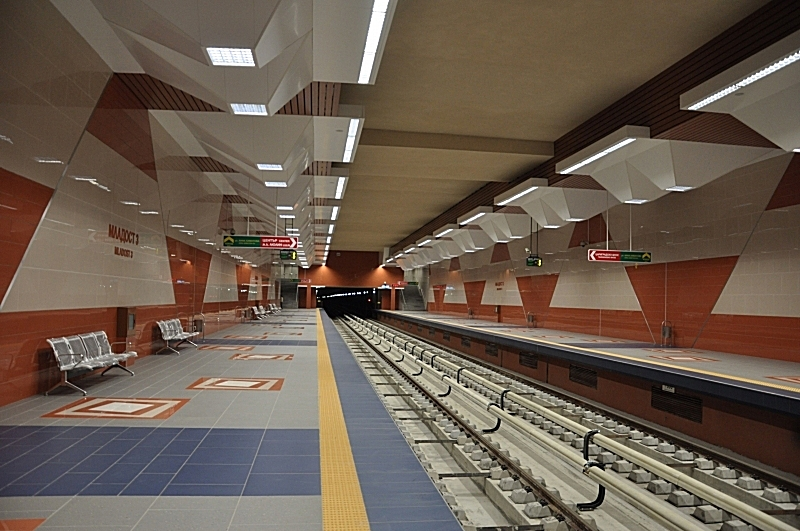
Mladost 3
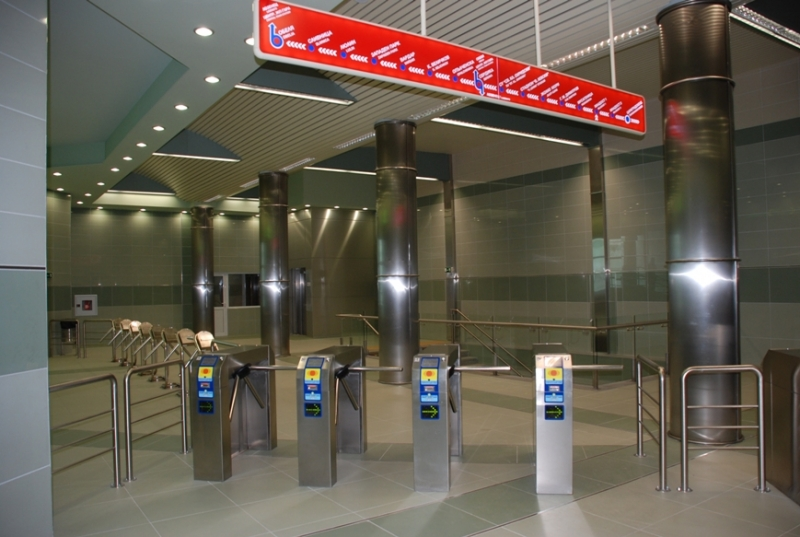
Tsarigradsko shose
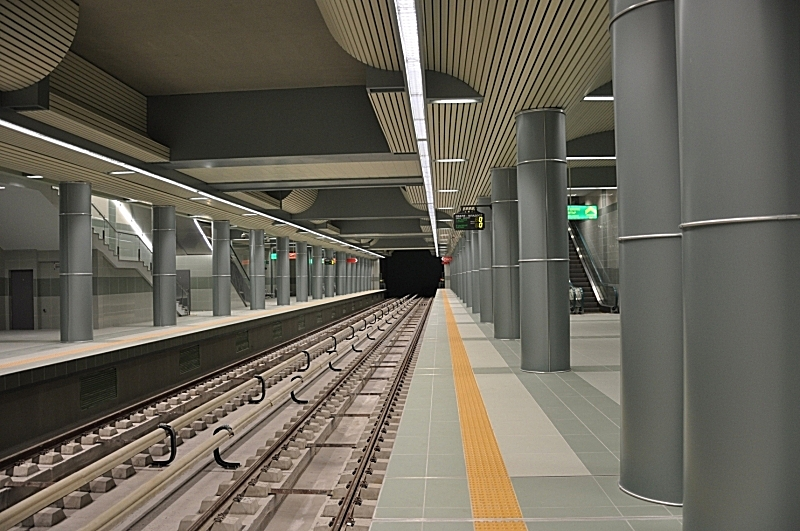
Tsarigradsko shose

### Línea 2

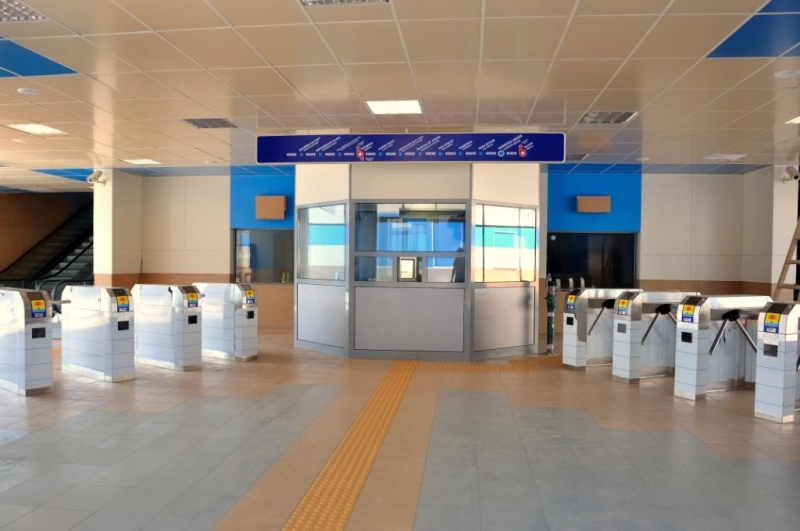
Lomsko shose
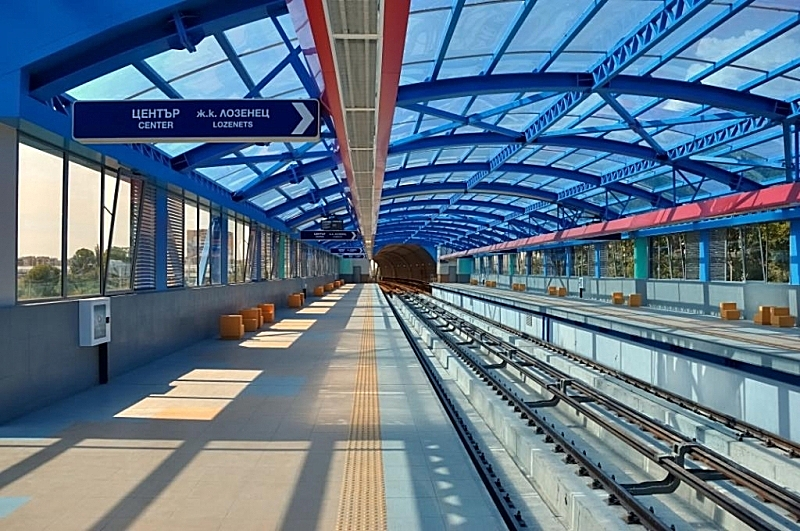
Lomsko shose
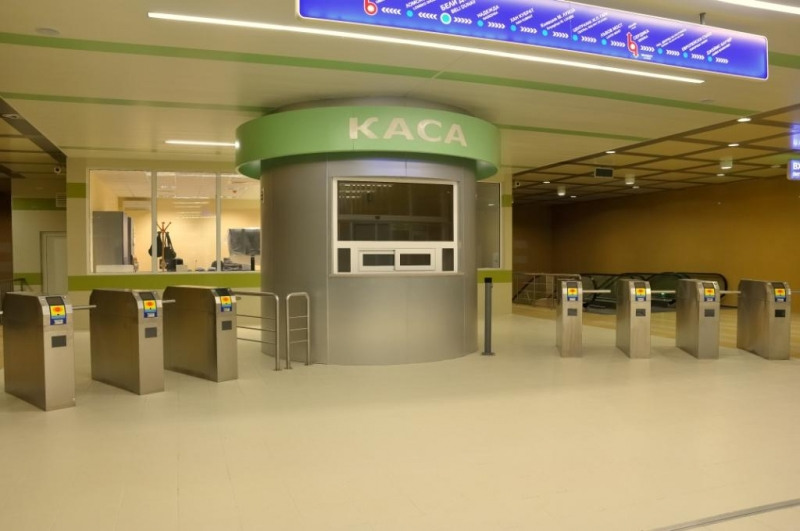
Beli Dunav
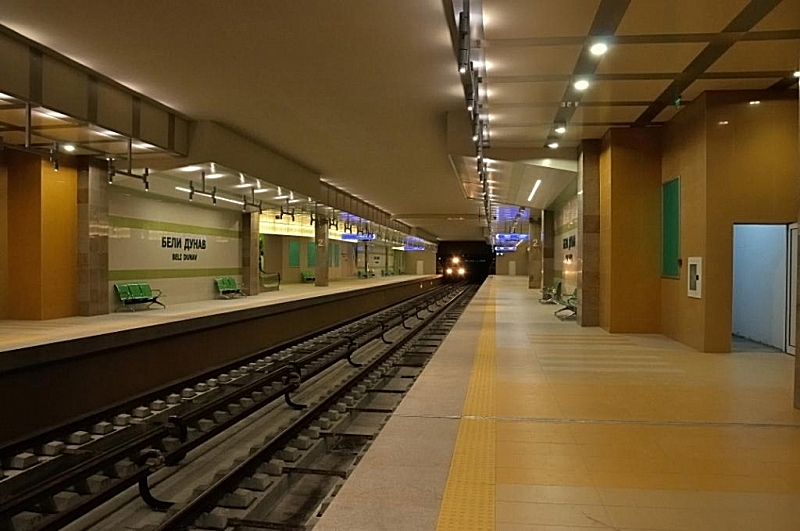
Beli Dunav
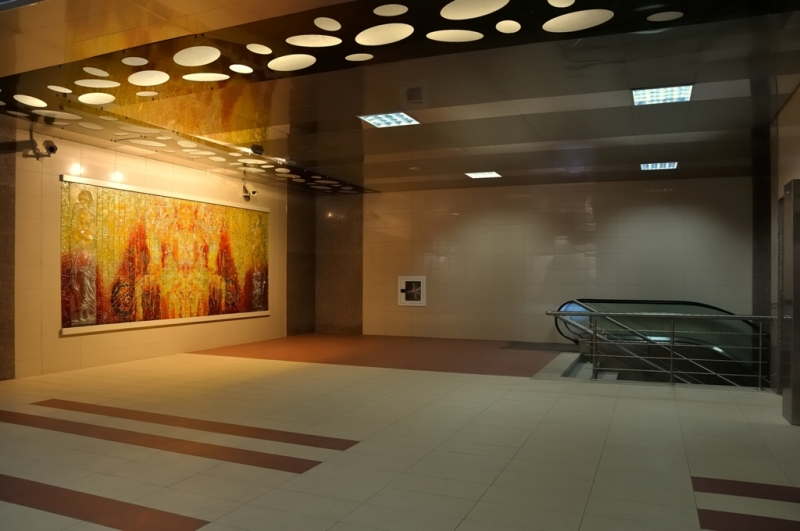
Nadezhda
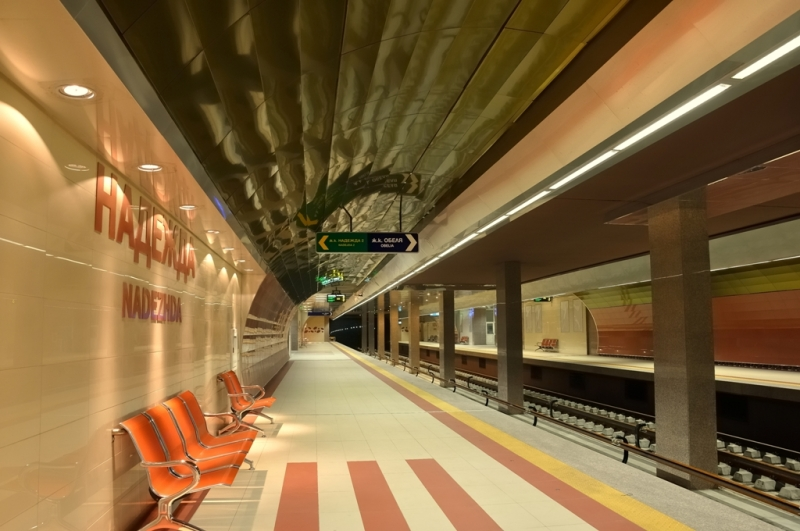
Nadezhda
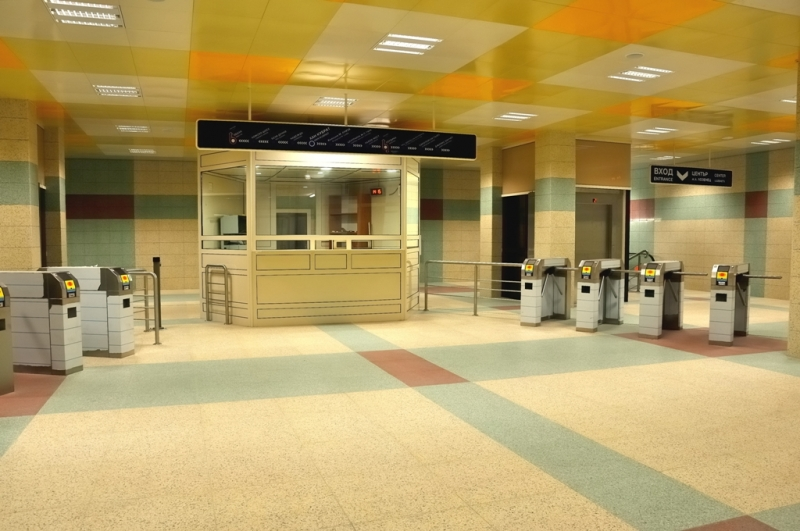
Han Kubrat
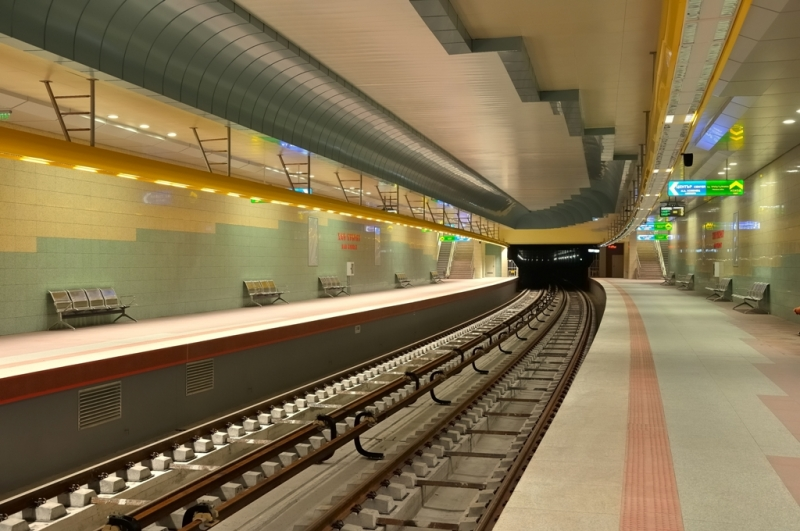
Han Kubrat
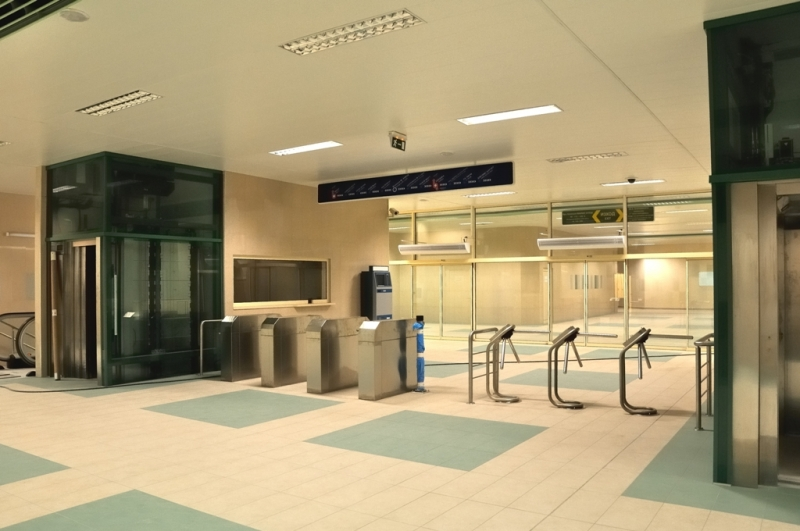
Knyaginya Maria Luiza
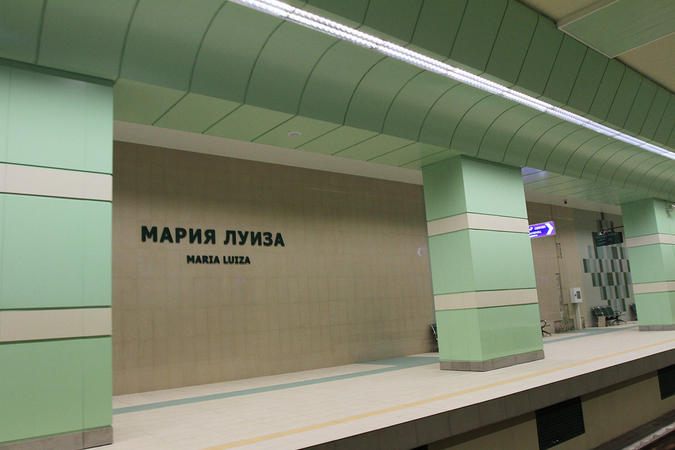
Knyaginya Maria Luiza
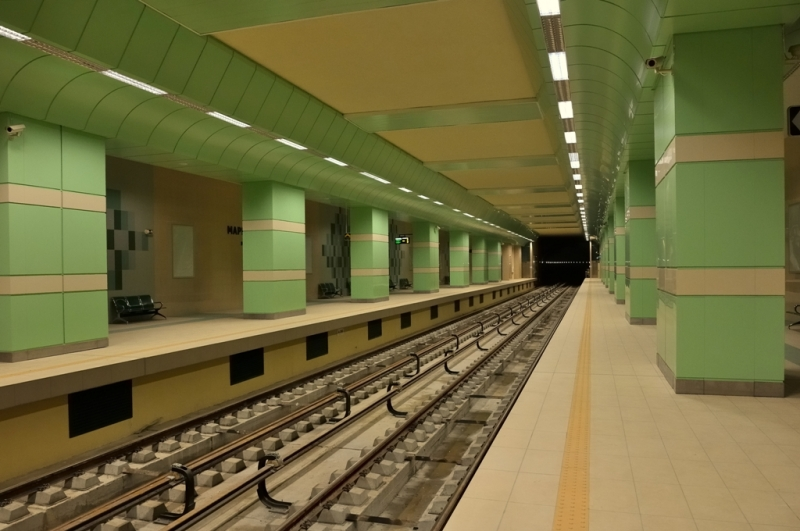
Knyaginya Maria Luiza
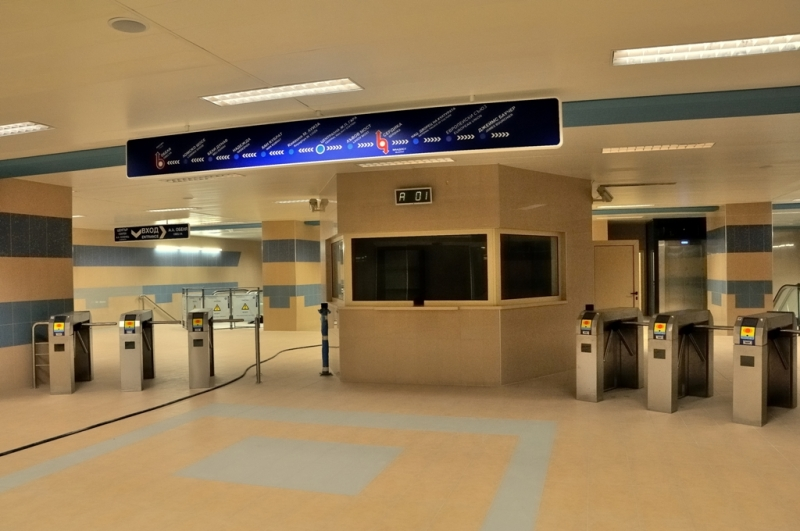
Central Railway
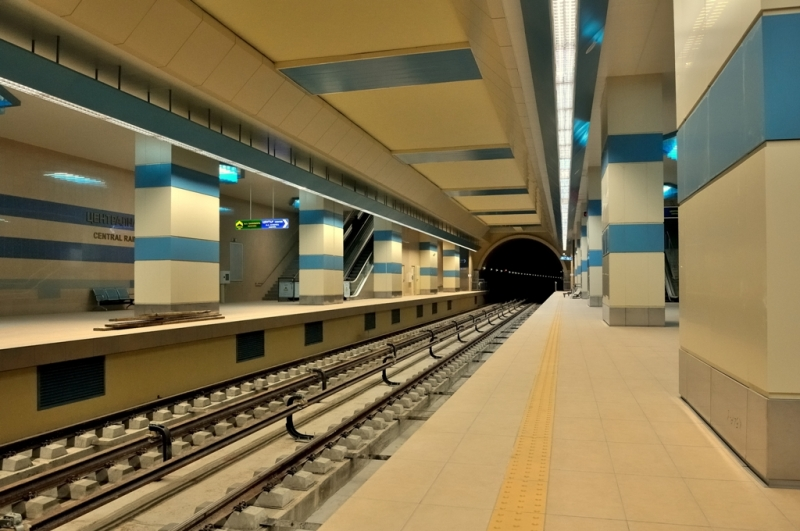
Central Railway
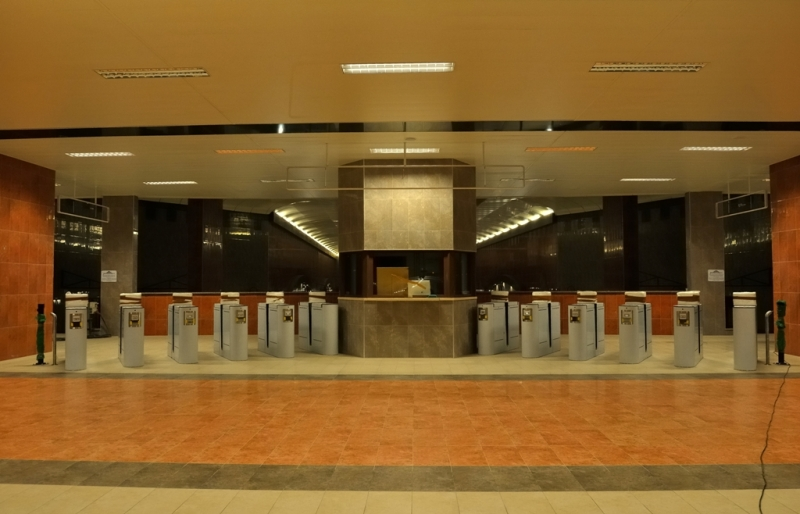
Lavov most
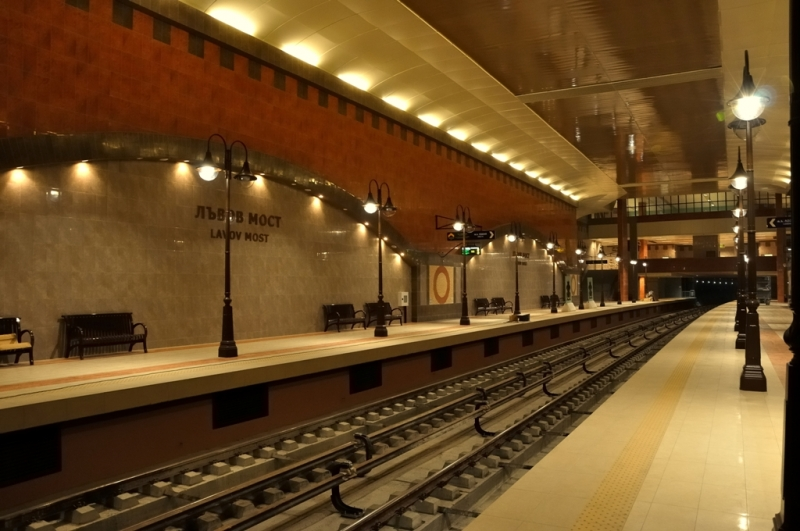
Lavov most
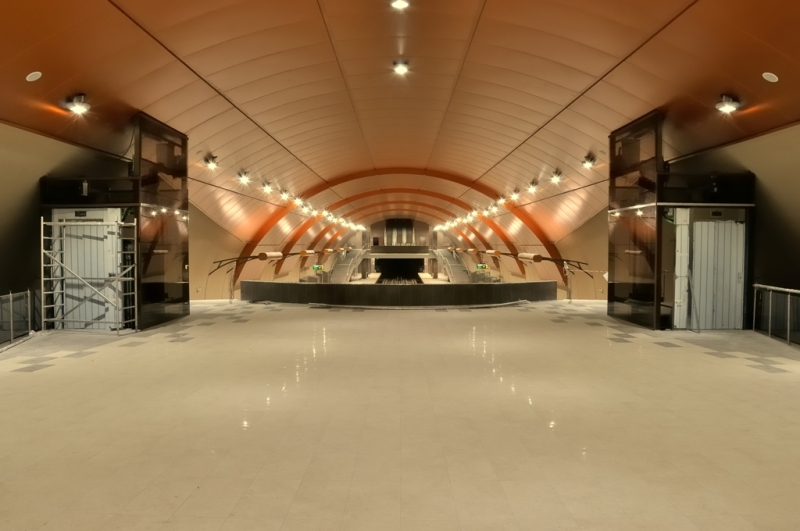
Serdika II
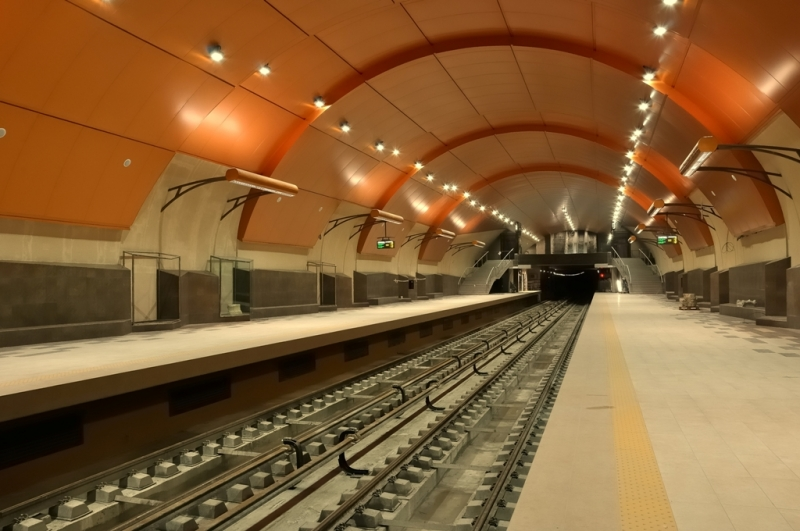
Serdika II
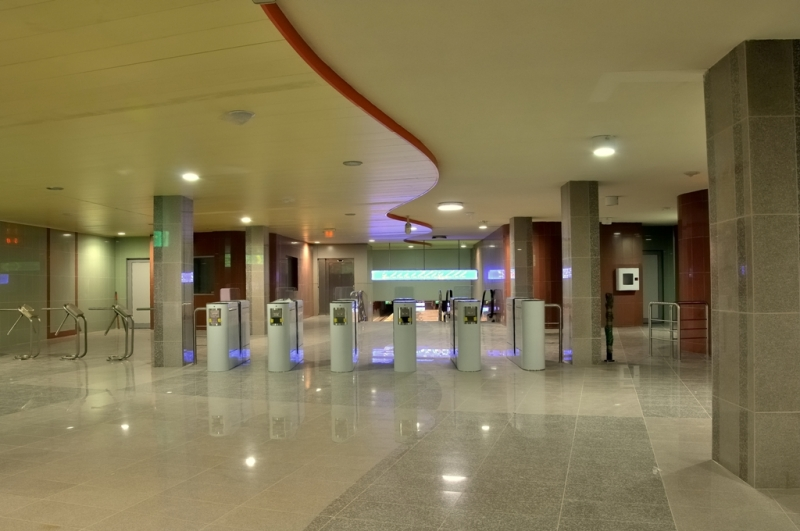
NDK
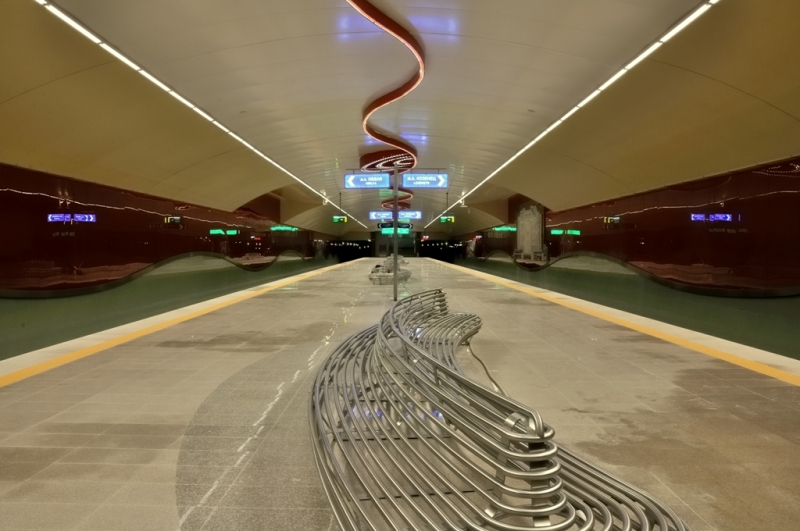
NDK
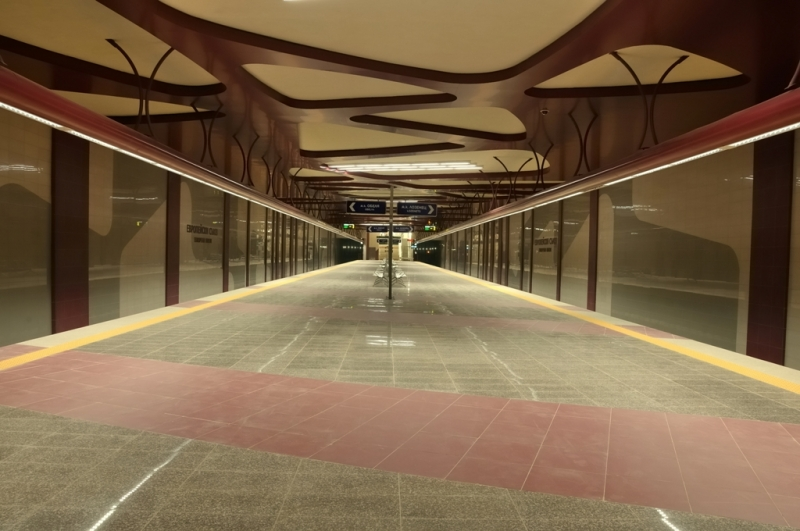
Unión Europea
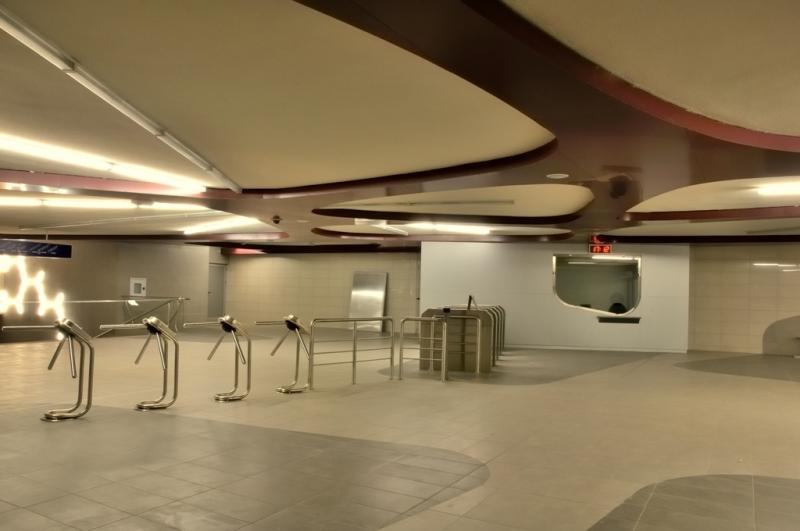
Unión Europea
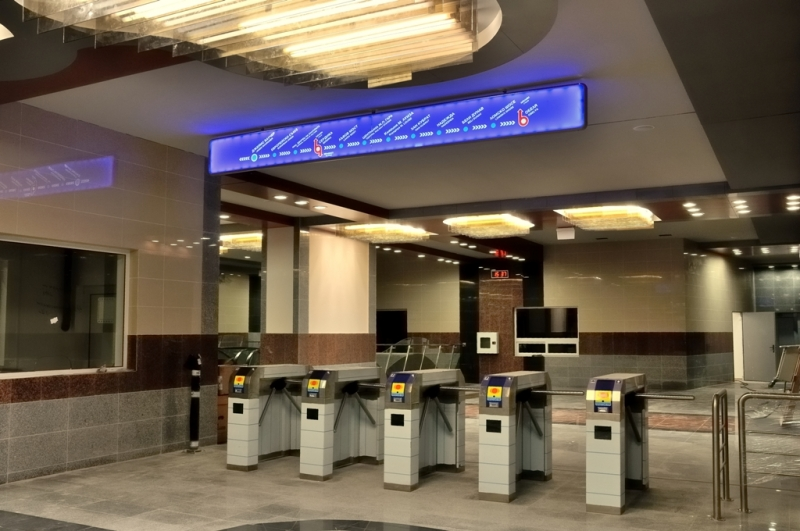
James Bourchier
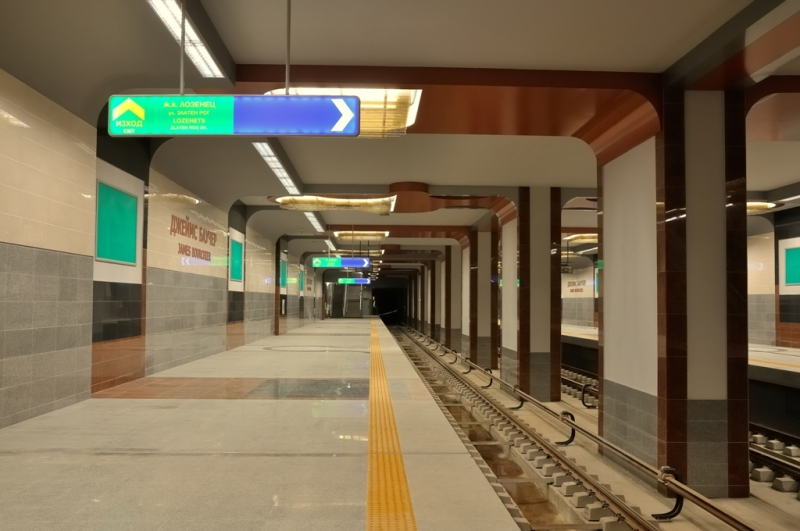
James Bourchier